# Педиокактус
Педиокактус (лат. Pediocactus) — род суккулентных растений семейства Кактусовые (Cactaceae) произрастающий на территории Западной части США.

## Название
Родовое латинское название Pediocactus происходит от др.-греч. πεδίον, pedíon — «открытая местность», «поле» или «равнина». Это название отражает связь растений рода Pediocactus с предполагаемой средой обитания на равнинных и открытых местностях.
Русскоязычное название является транслитерацией латинского.

## Ботаническое описание

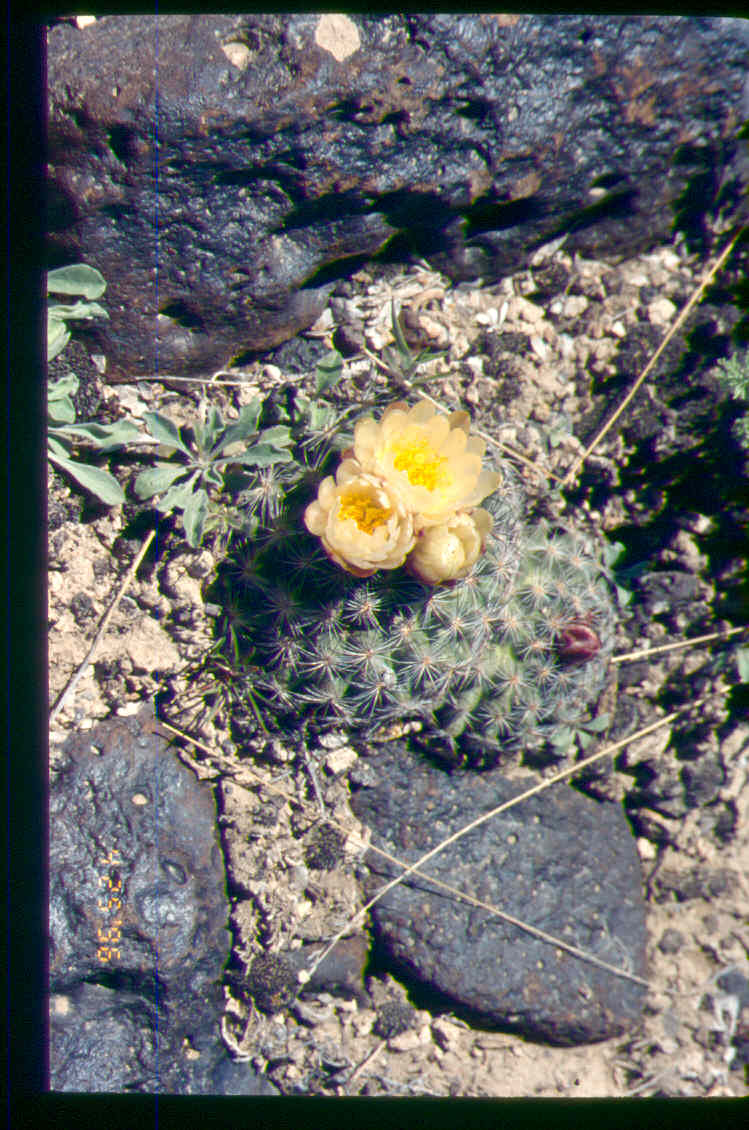
Цветение '

Педиокактус — род включающий неветвистые или маловетвистые суккулентные растения. Они глубоко укоренены в субстрате или могут возвышаться на 1-15 см над поверхностью. Стебли могут иметь зелёную или серо-зеленую окраску. Их форма может варьировать от обратноконически-цилиндрической до шаровидной или вдавленно-шаровидной, размерами 2-15 × 1-15 см. На стеблях видны выступающие бугорки, которые не сливаются в ребра. Форма бугорков может быть пирамидальной, конической, усеченно-конической, цилиндрической или сосцевидной, и их длина составляет 2-10 мм. Ареолы, находящиеся на бугорках, могут быть круглыми, овальными, грушевидными или эллиптическими. Они могут быть колючими, как короткими, так и длинными, а также могут быть покрыты волосками или быть голыми. Колючки растений могут варьироваться от 3 до 45 и иметь красновато-коричневый, розовый, серый или белый цвет. Форма колючек может быть игольчатой, шиловидной, волосовидной или пробковидной, размерами 6-30 × 0,3-1 мм. Они могут быть гладкими и твердыми. Радиальные колючки обычно располагаются по 3-35 на каждой ареоле и могут быть раскидистыми, прямостоячими, загнутыми или слегка гребенчатыми. Их длина составляет 1-32 мм. Центральных колючек может быть от 0 до 12 штук, они могут быть прямыми или изогнутыми вверх, иметь форму игл или волосков, а также могут быть пробковыми или плоскими.
Цветки распускаются днем и размещаются на адаксиальных краях ареол на верхушке стебля. Они имеют воронковидную форму и размеры 1-4 × 1-2,5 см. Внешние листочки околоцветника могут быть зеленоватыми или пурпурными с центральной полосой, а края могут быть розовыми или желтыми. Они имеют размеры 9-25 × 3-9 мм и могут быть зубчатыми или цельными. Внутренние листочки околоцветника окрашены в жёлтый, персиковый, розовый, пурпурный, кремовый или белый цвет и имеют размеры 4-15 × 3-7 мм. Их края могут быть цельными или бахромчатыми. Завязь цветка гладкая и лишена колючек или имеет несколько чешуек. Число пестиков варьирует от 5 до 9, а их окраска может быть жёлтой или зелёной, размеры составляют 0,7-1,5 мм. Плоды разрываются вдоль вертикального шва и имеют зеленовато-желтую или красновато-коричневую окраску. Они могут иметь цилиндрическую, шаровидную или трубчатую форму, размерами 4-15 × 3-11 мм. При созревании плоды становятся сухими, гладкими и лишены чешуи, либо имеют несколько широких и тонких чешуй. Мякоть плодов может быть зеленоватой до белой и имеет небольшое количество. Семена имеют коричневый, чёрный или серый цвет и неправильную или косо обратнояйцевидную форму, размеры 1,5-5 х 1-3,5 х 1-1,5 мм. Они могут быть гладкими или морщинистыми, блестящиме.
Количество хромосом х = 11.

## Распространение
Род Педиокактус является эндемичным для США и преимущественно произрастает на высоких плоскогорьях и высокогорных пустынных равнинах. Он предпочитает расти на почвах, которые обычно богаты минералами. Также он встречается в редколесьях сосны и можжевельника, на лугах, каменистых, щебнистых и аллювиальных известковых почвах. Растения этого рода образуют очень маленькие колонии в трещинах скал. Их ареал охватывает высоты от 400 м (Pediocactus nigrispinus) до 3300 м. Зимой эти виды обитают в крайне холодных регионах и подвержены значительным колебаниям температуры между днем и ночью. Например, Pediocactus simpsonii способен переносить температуру до −26 °C.

## Таксономия
Pediocactus Britton & Rose, первое упоминание в N.L.Britton & A.Brown, Ill. Fl. N. U.S., ed. 2, 2: 569 (1913).

### Синонимы
Гетеротипные (основанные на разных номенклатурных типах):
- Navajoa Croizat (1943)
- Neonavajoa Doweld (1999)
- Pilocanthus B.W.Benson & Backeb. (1957)
- Puebloa Doweld (1999)

### Виды
Подтвержденные виды по данным сайта Plants of the World Online на 2023 год:
- Pediocactus bradyi L.D.Benson
- Pediocactus knowltonii L.D.Benson
- Pediocactus nigrispinus (Hochstätter) Hochstätter
- Pediocactus paradinei B.W.Benson
- Pediocactus peeblesianus (Croizat) L.D.Benson
- Pediocactus sileri (Daul) L.D.Benson
- Pediocactus simpsonii (Engelm.) Britton & Rose

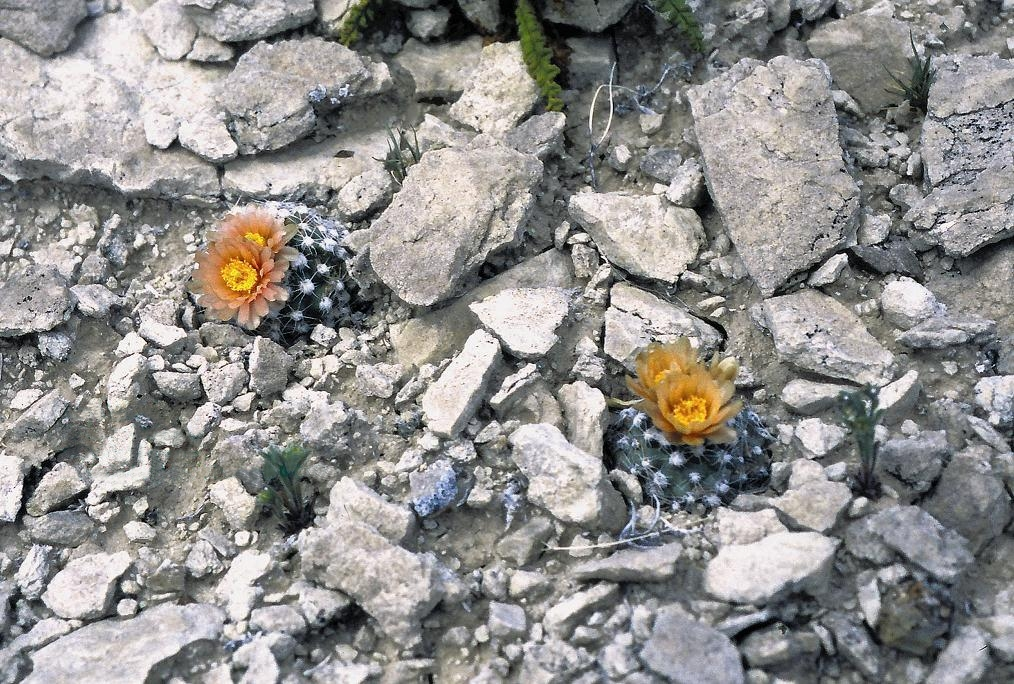
Pediocactus bradyi
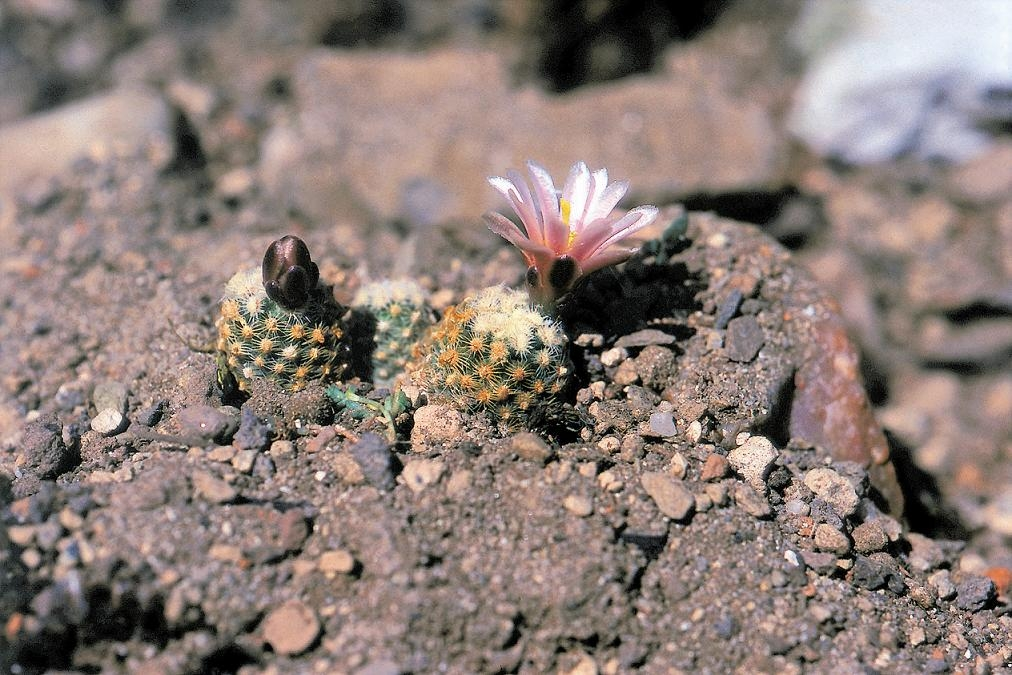
Pediocactus knowltonii
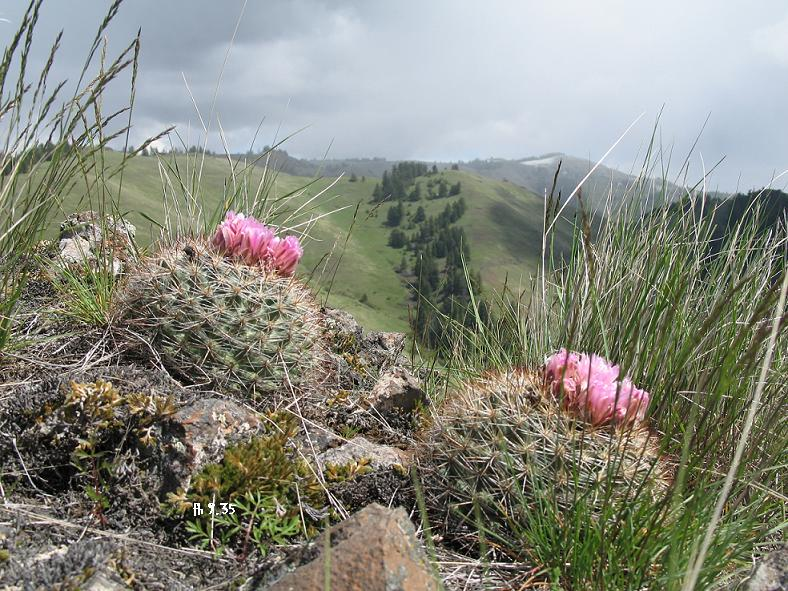
Pediocactus nigrispinus
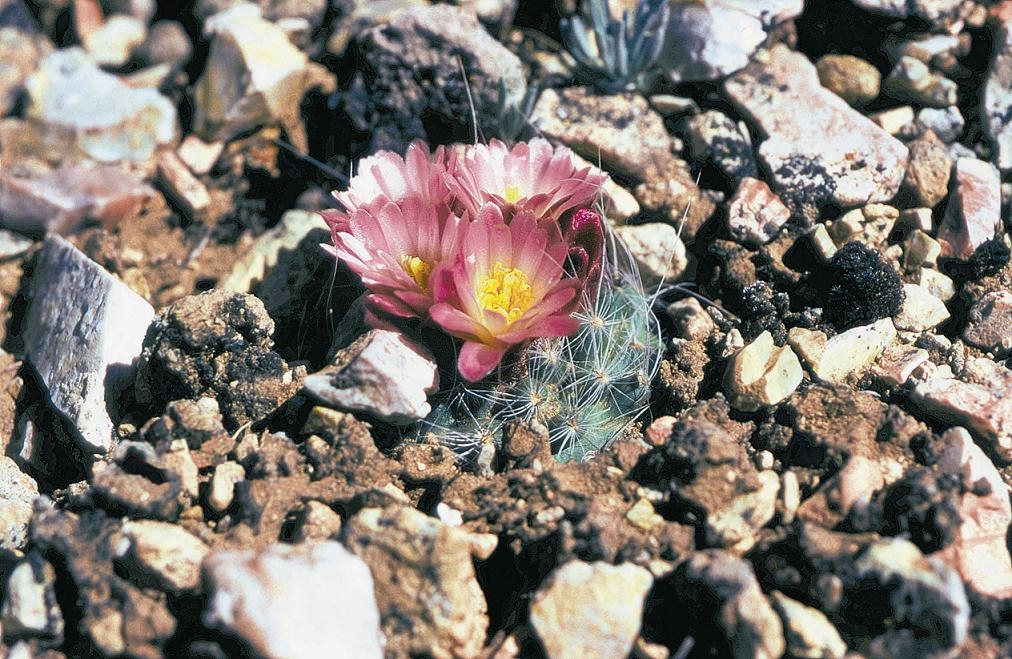
Pediocactus paradinei
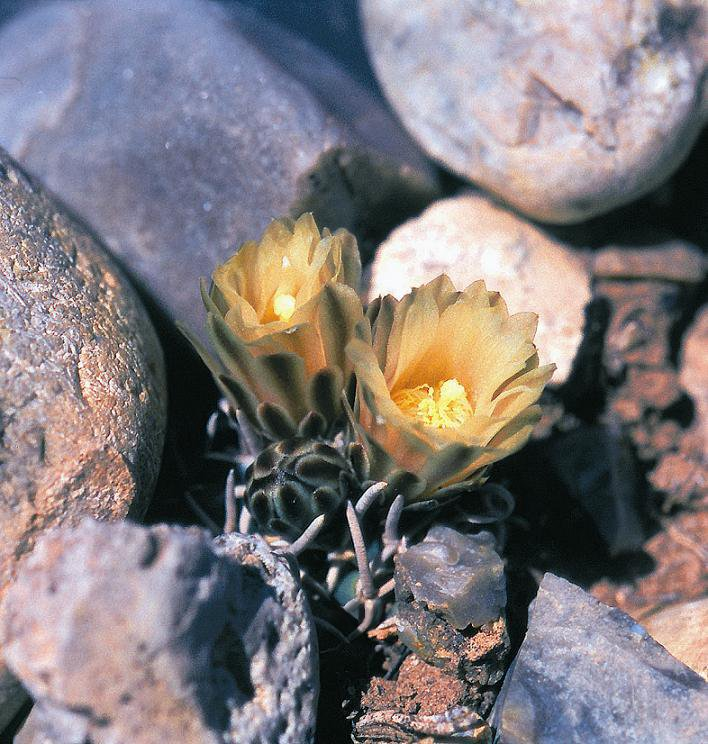
Pediocactus peeblesianus
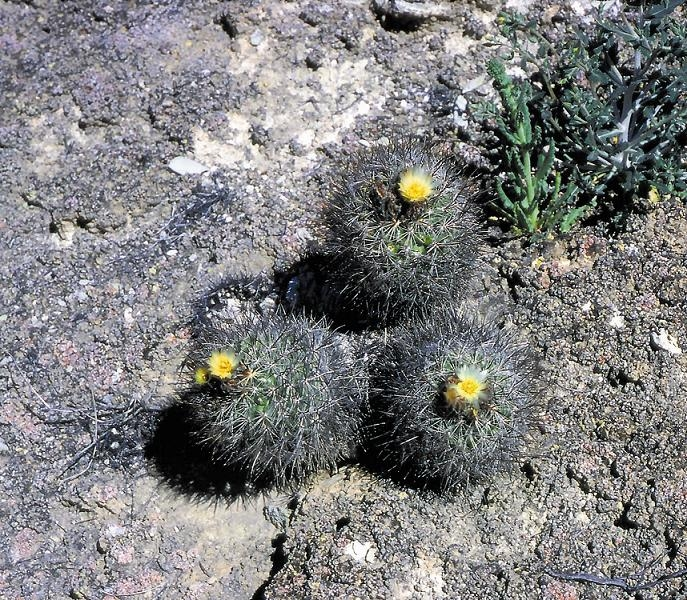
Pediocactus sileri
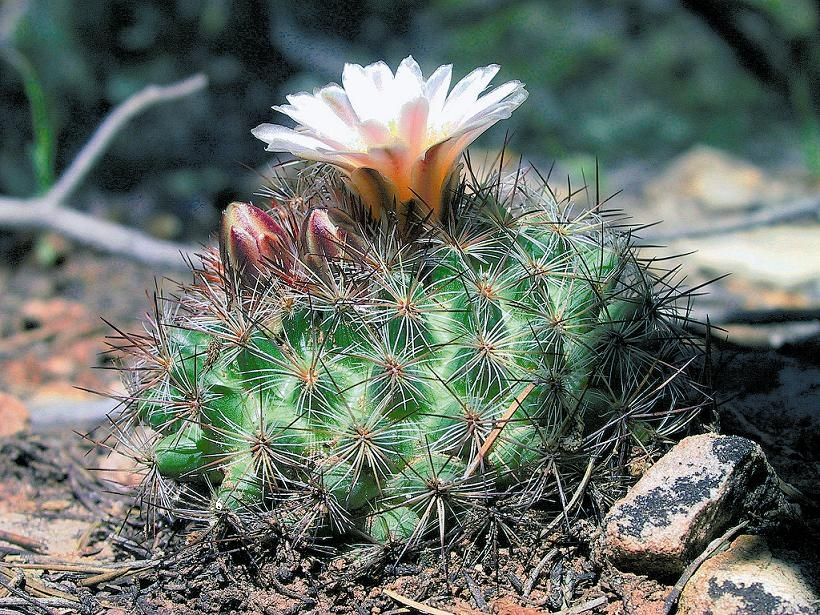
Pediocactus simpsonii